# 11-й армейский корпус СС
11-й армейский корпус СС (нем. XI. SS-Armeekorps) — оперативно-тактическое объединение войск СС нацистской Германии периода Второй мировой войны. Создан 6 августа 1944 года на юге Польши на основе остатков штаба разгромленного в Крыму 5-го армейского корпуса.
В составе корпуса не было частей или подразделений СС, приставка «СС» в именовании корпуса объясняется только тем, что командующим корпуса был назначен не генерал вермахта, а обергруппенфюрер СС.

## Боевой путь корпуса
Штаб корпуса был создан 6 августа 1944 г. в Бреслау. Основой для штаба корпуса и некоторых корпусных частей стали аналогичные подразделения 5-го армейского корпуса. В течение августа корпус был отправлен в состав 17-й армии группы армий «Северная Украина» (с октября ставшей группой армий «А»). Прибыв на фронт, корпус был расположен в Западной Галиции.
После тяжёлых оборонительных боёв части корпуса отступили из Галиции в Польшу. В январе 1945 г. корпус отступил в Тарнув, а в феврале на Одере вошёл в состав 9-й армии. Вместе с 9-й армией корпус сражался между Франкфуртом-на-Одере и Кюстрином. На 17 марта 1945 г. в составе корпуса насчитывалось 21 398 человек, включая 2 787 человек в гарнизоне Кюстрина. В конце апреля 1945 г. корпус, пройдя через Хальбе и Луккенвальде, достиг местечка Билитц и 1 мая сложил оружие.

## Состав корпуса
В сентябре 1944:
- 78-я пехотная дивизия
- 544-я пехотная дивизия
- 545-я пехотная дивизия

В марте 1945:
- Танковая дивизия «Мюнхеберг»
- 25-я моторизованная дивизия
- Моторизованная дивизия «Курмарк»
- 712-я пехотная дивизия
- Пехотная дивизия «Дёбериц»
- гарнизон крепости Кюстрин

## Командующий корпусом
- Обергруппенфюрер СС и генерал войск СС Маттиас Кляйнхайстеркамп (с августа 1944 — по май 1945)

## Начальники штаба
- полковник Лео Хепп (с августа по сентябрь 1944)
- штандартенфюрер СС Герхард Гизе (с сентября 1944 по апрель 1945)